# Munseyella mananensis
Munseyella mananensis är en kräftdjursart som beskrevs av Hazel och Valentine 1969. Munseyella mananensis ingår i släktet Munseyella och familjen Pectocytheridae. Inga underarter finns listade i Catalogue of Life.